# Bhaktapur
Bhaktapur (nepáli: भक्तपुर, egyéb nevein: Bhadgaon, Khwopa)  város Nepálban, Katmandu központjától kb. 15 km-re keletre. Lakossága közel 82 ezer fő volt 2011-ben.
Itt vezetett a régi kereskedelmi út Tibetbe, amely hozzájárult a település fejlődéséhez. Pátan és Bhaktapur történelmileg önálló albirodalmak fővárosai voltak, napjainkra azonban Katmanduval együtt egyetlen nagyvárossá olvadtak össze.
Az isten- és állatábrázolásokkal díszített tégla- és faépületeinek nagy része a középkorból származik. A városban buddhista templomok és kolostorok találhatók. A hindu templomok közül nevesebbek a Nyatapola, a Changu Narayan, a Bhairab Nath, a Surya Binayak. A város Durbar tere a katmanduival és a pátanival együtt a kulturális világörökség része. 
A helyi múzeum nepáli festők alkotásait őrzi.
Kerámiatárgyairól messze földön híres. Minden évben számos vallási fesztivált rendeznek itt.
Az 1934-es és 2015-ös földrengés súlyos károkat okozott.

## Panoráma

Bhaktapur
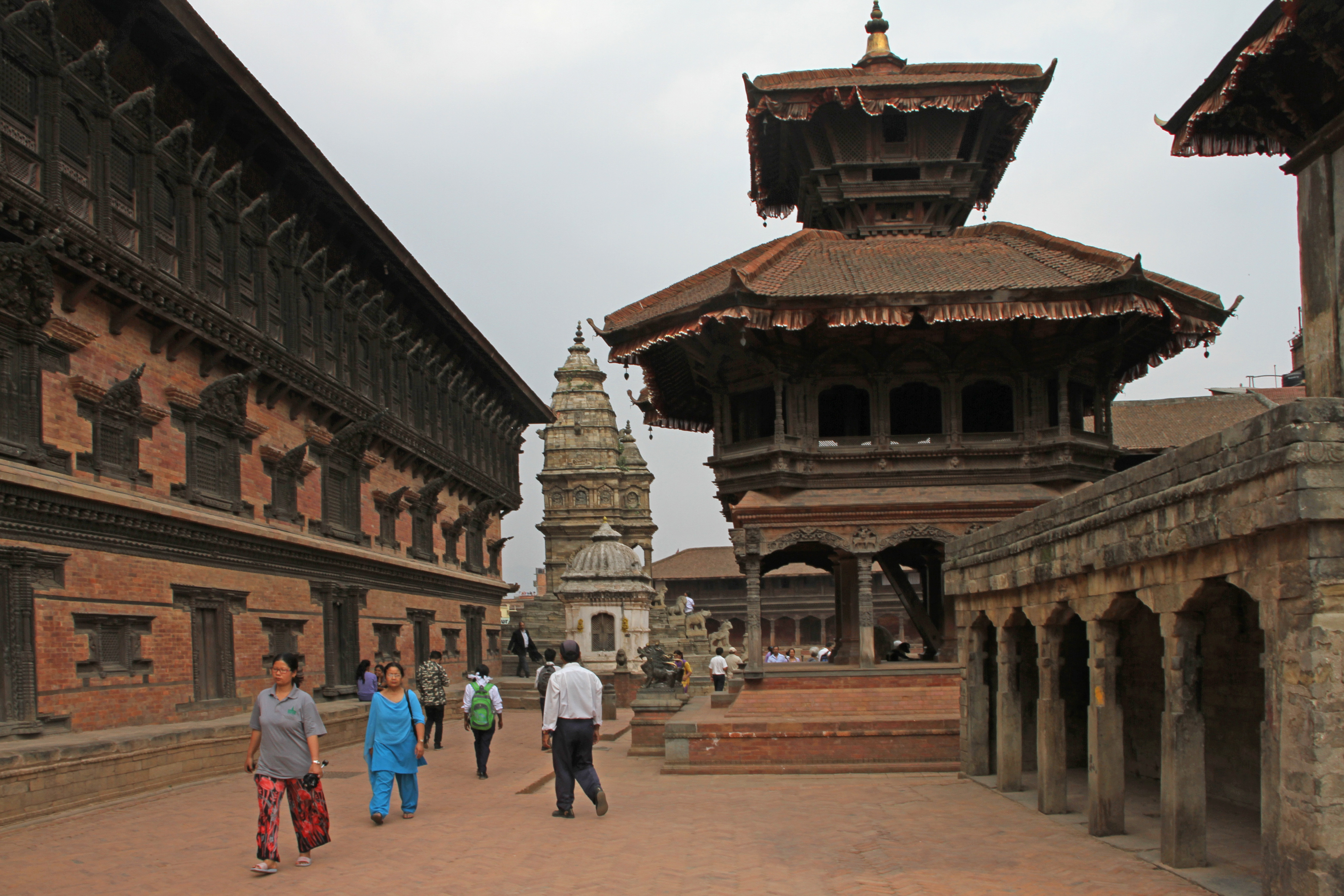
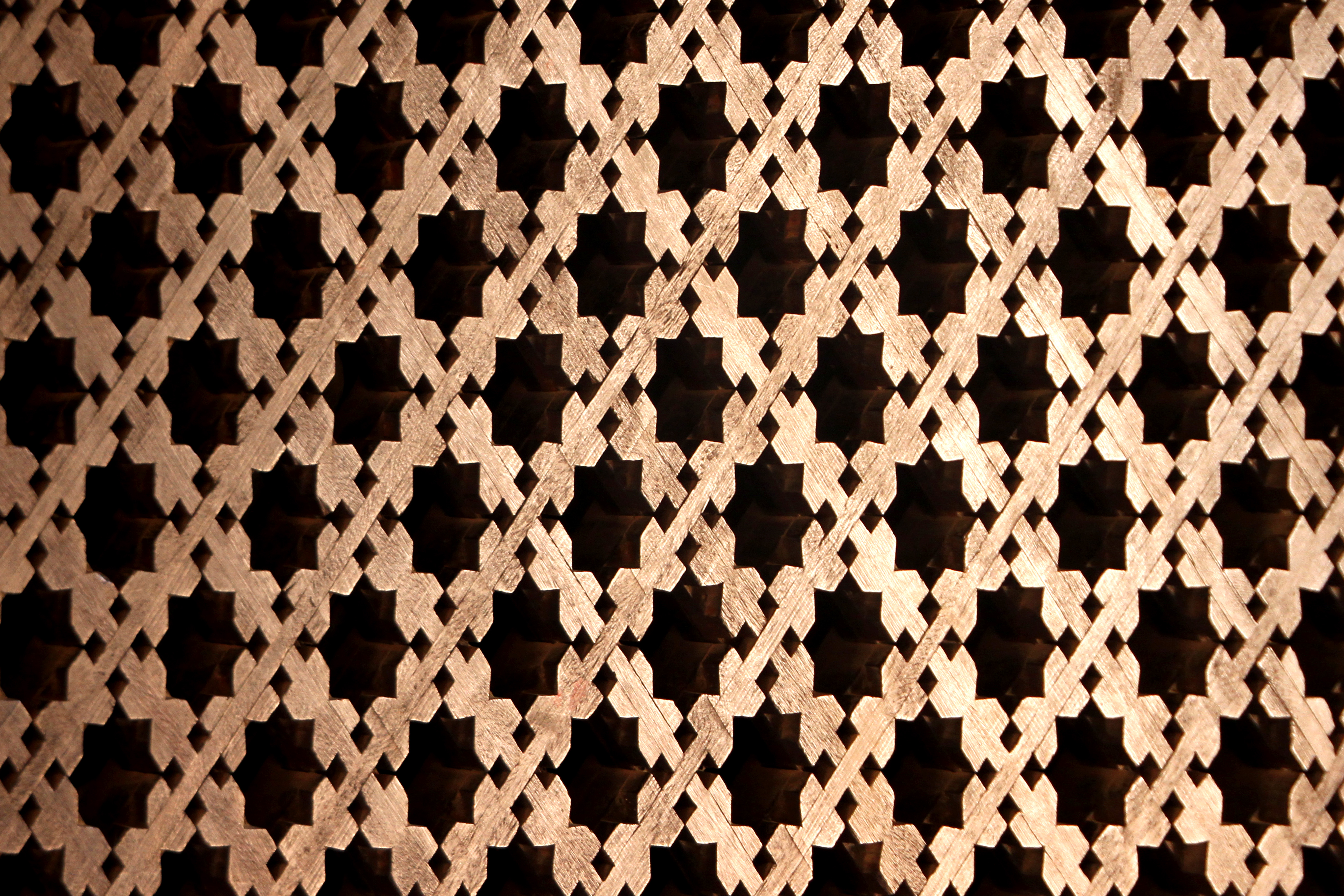
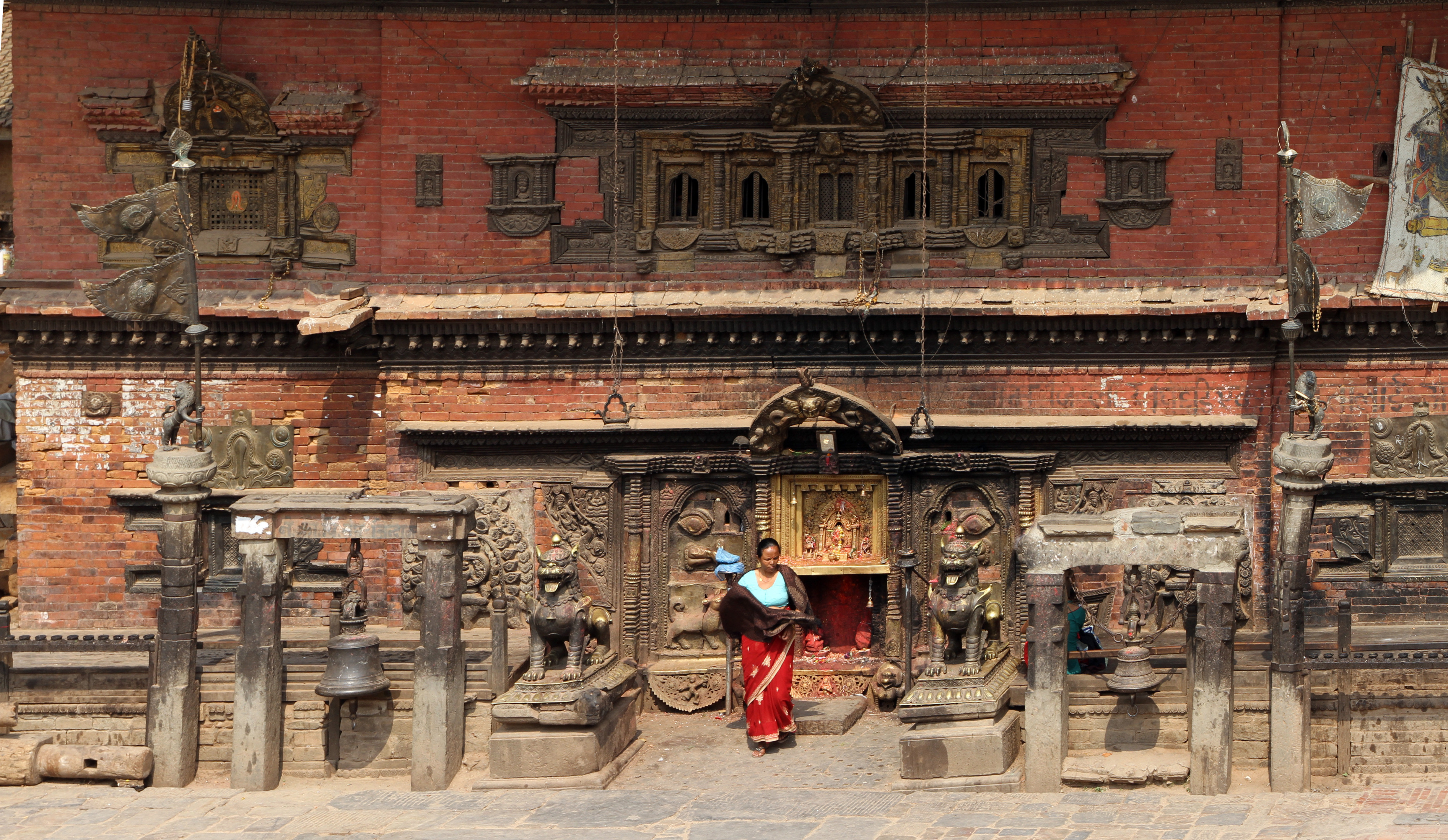
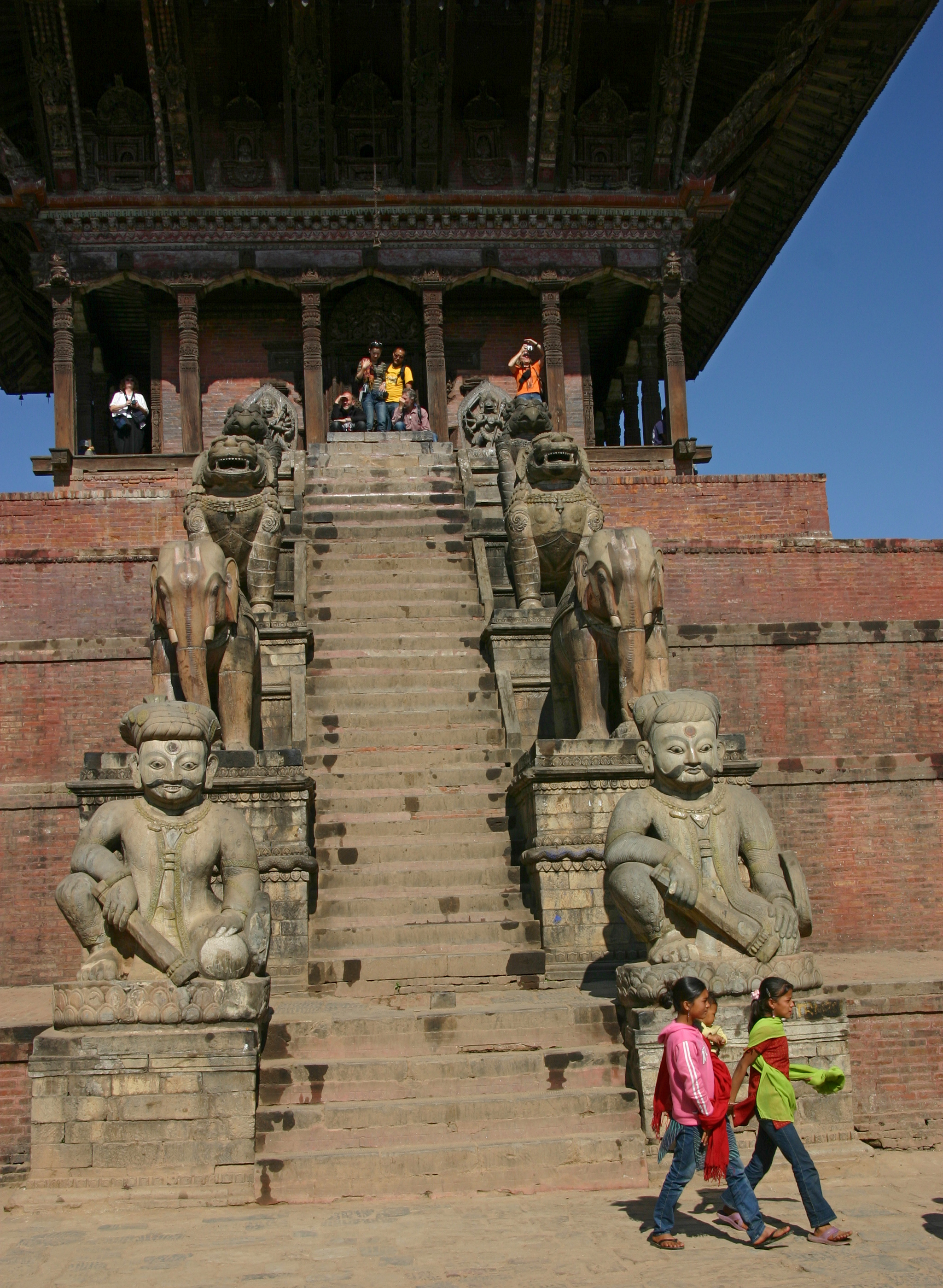
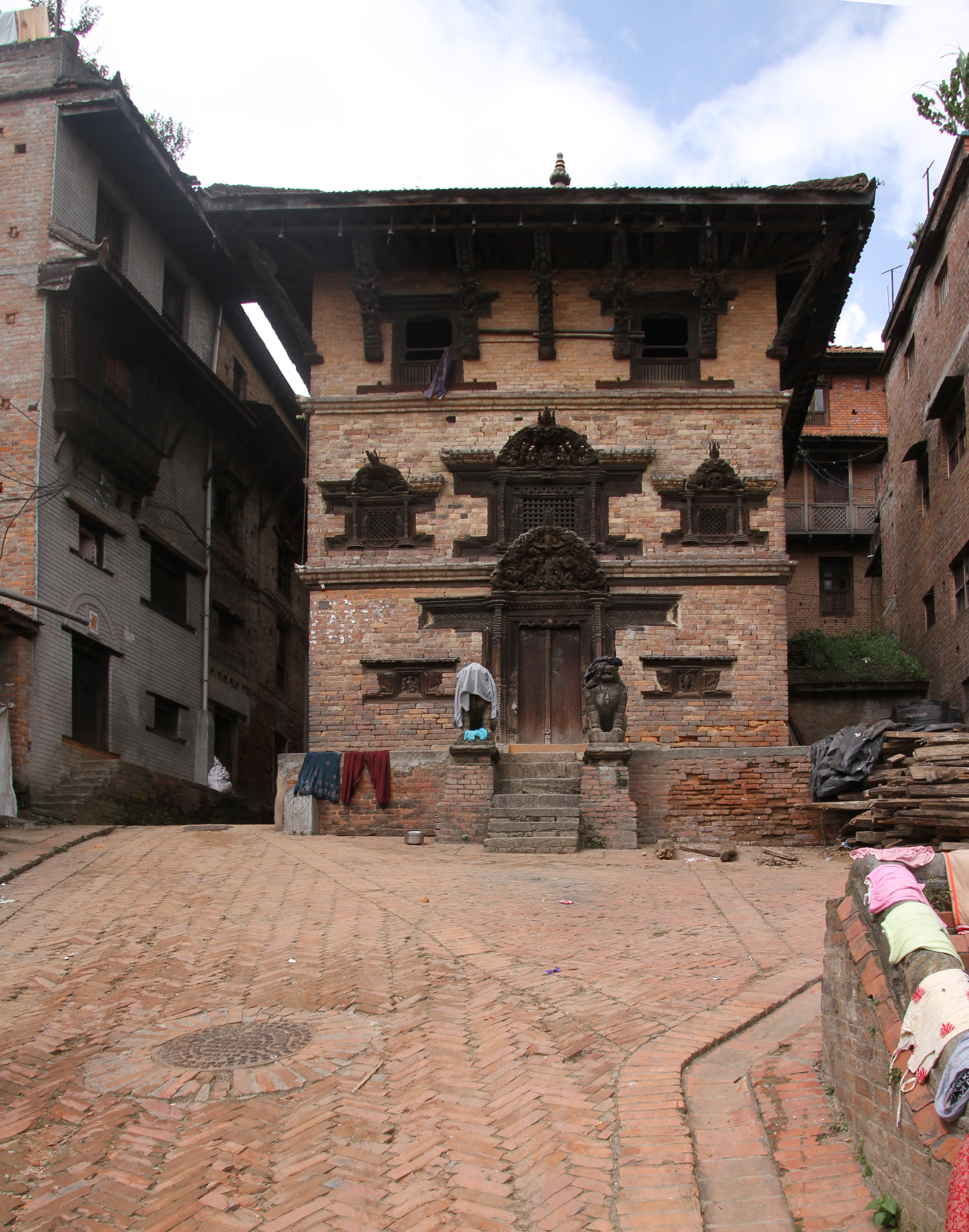
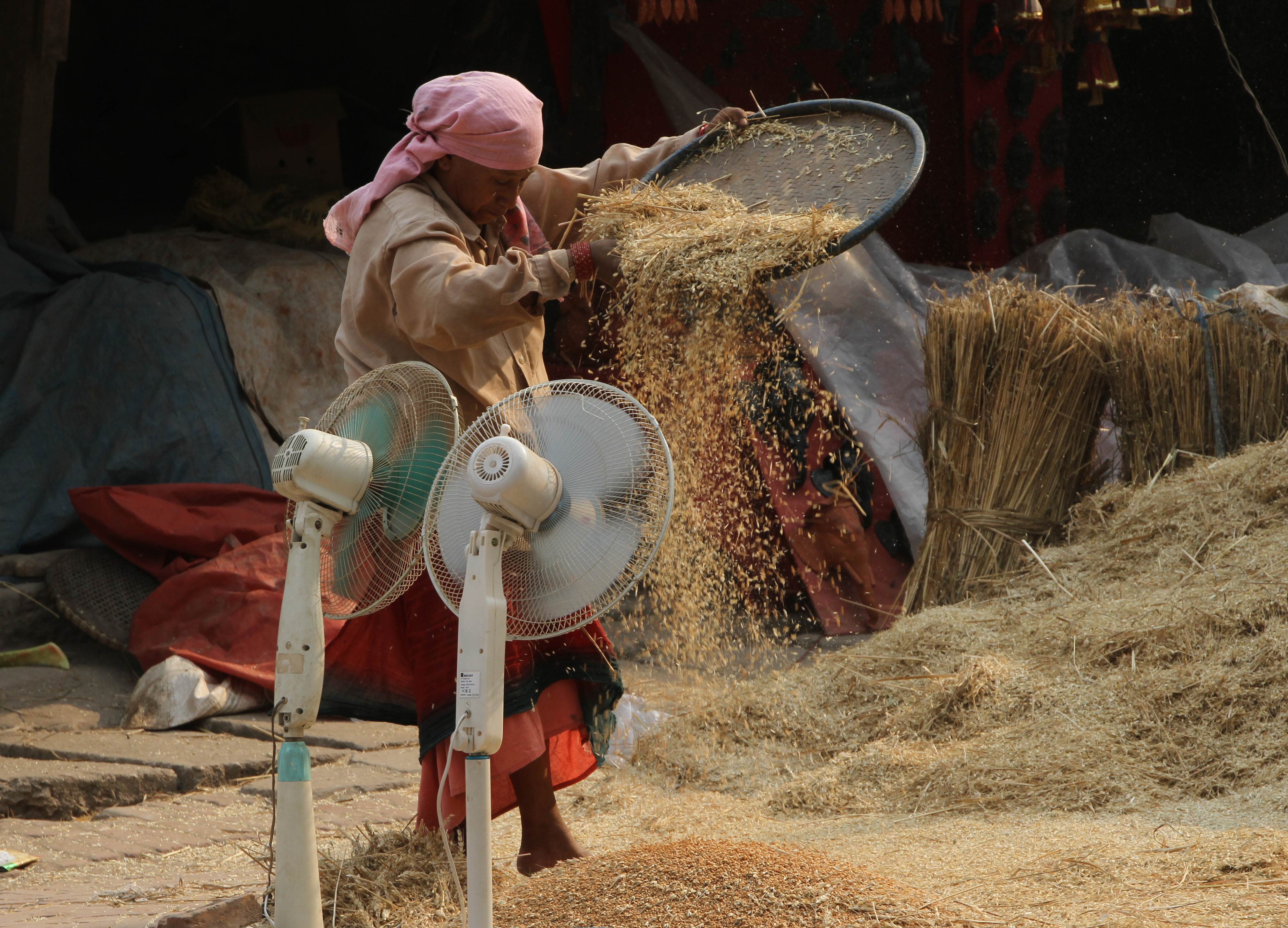
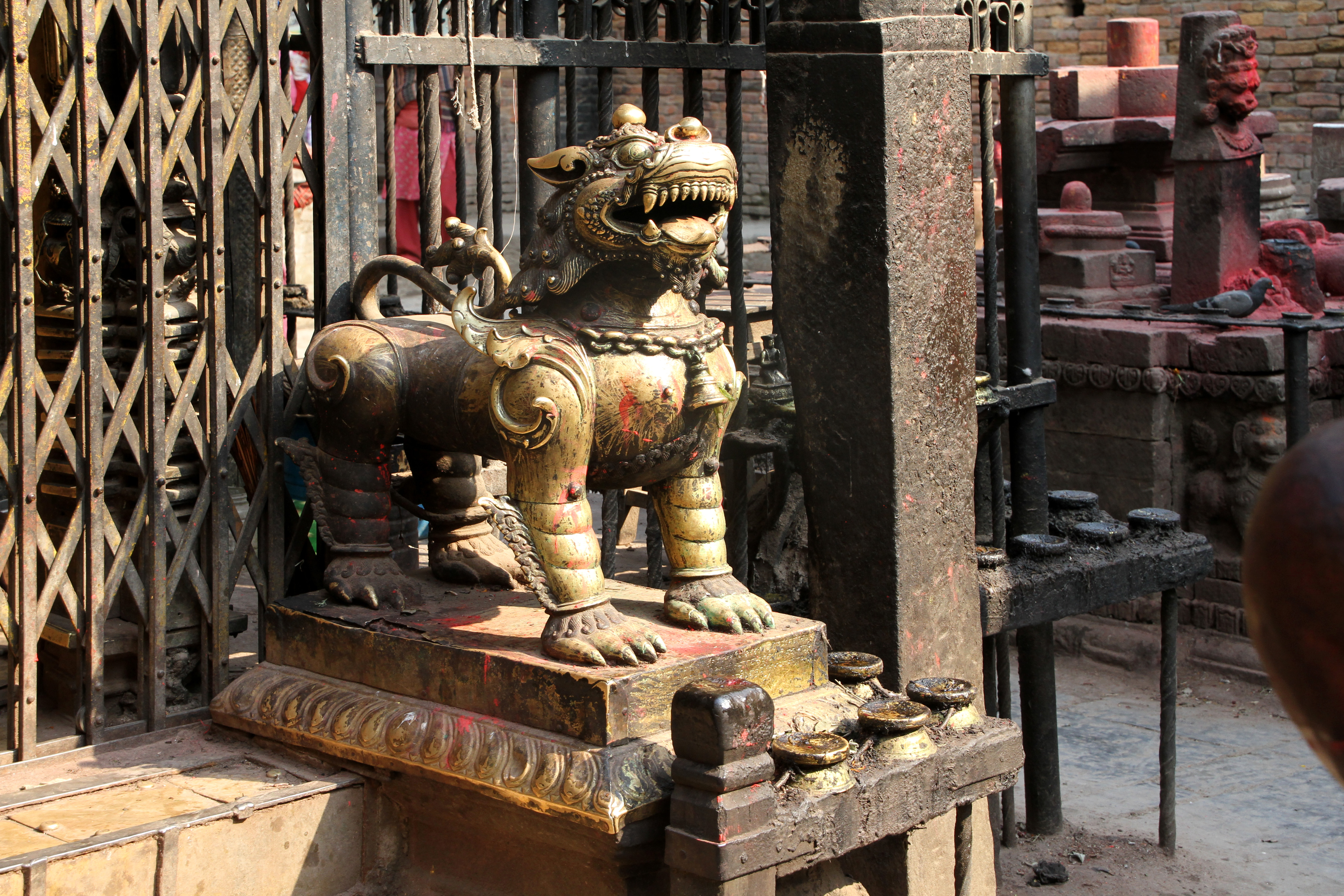
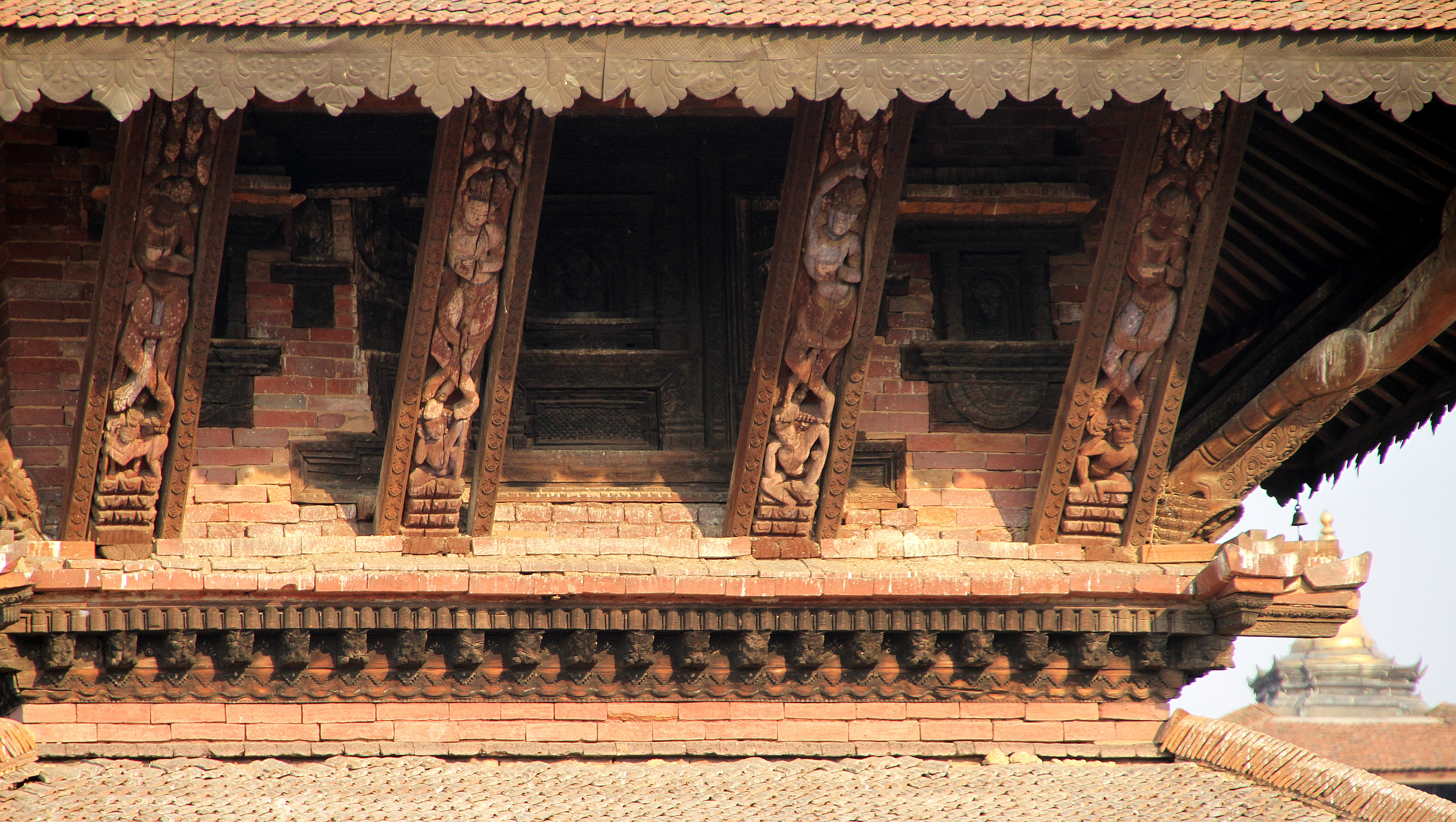

## Fordítás
Ez a szócikk részben vagy egészben  a   Bhaktapur című német Wikipédia-szócikk fordításán alapul.  Az eredeti cikk szerkesztőit annak laptörténete sorolja fel. Ez a jelzés csupán a megfogalmazás eredetét és a szerzői jogokat jelzi, nem szolgál a cikkben szereplő információk forrásmegjelöléseként.